# 久井恵之助
久井 恵之助（ひさい けいのすけ、1934年5月12日 - 2011年11月18日）は、日本の経営者。ニチロ社長を務めた。

## 経歴
大阪府出身。1958年に慶應義塾大学文学部を卒業し、同年に日魯漁業(のちのニチロ)に入社。1986年2月に常務に就任し、1991年6月に専務、1993年6月に副社長を経て、1995年6月に社長に就任。2001年6月に会長に就任。
2006年に旭日中綬章を受章。
2011年11月18日肺炎のために死去。77歳没。